# Paragongylopus
Paragongylopus is een geslacht van wandelende takken uit de familie Bacillidae. De wetenschappelijke naam van dit geslacht is voor het eerst voorgesteld door S.C. Chen en Y.H. He in een publicatie uit 1997. De soorten van dit geslacht komen in het Oriëntaals gebied voor.

## Soorten

### OndergeslachtParagongylopusChen & He, 1997
- Paragongylopus brevicornis Ho, 2019
- Paragongylopus cheni Ho, 2017
- Paragongylopus sinensis Chen & He, 1997

### OndergeslachtPlanoparagongylopusHo, 2017
- Paragongylopus abramovi Ho, 2017
- Paragongylopus lii Ho, 2017
- Paragongylopus nabanheensis Ho, 2017
- Paragongylopus obtusidentatus Ho, 2019
- Paragongylopus plaumanni Zompro, 2000